# Шаланки
Шала́нки (угор. Salánk) — село у Вилоцькій селищній громаді Берегівського району Закарпатської області України. 

## Символіка
Село має історичний герб - в червоному щиті срібна вовча щелепа.

## Історія
У XVII—XVIII ст. поселення мало статус містечка й користувалося власним гербом: на червоному тлі — срібна вовча щелепа з трьома зубами (герб роду трансільванських князів Баторі (Баторіїв), пов'язаних з історією Шаланок).
Історія села тісно пов'язана з  Ференцом ІІ Ракоці, який проводив свій останній парламент тут, десь на вершині Гельмека, у 1711 році. 17-18 лютого II. Князь Ракоці провів останню зустріч зі своїми радниками в палаці Шаланок.  У 1717 році палац  був розграбований і знищений кримськими татарами, які вторглися в село. 

## Релігія
На наявність греко-католицької громади вказує і звіт єпископа Мануїла Ольшевського 1751 року про візитацію греко-католицьких парохій в Угочі за розпорядженням Марії Терезії.
Спочатку місцева церква була філією, а з 1702 р. значиться як парохіяльна, з одним дзвоном. В 1751 р. йдеться про дерев’яну церкву, вкриту старими шинґлами, в бідному стані, з одним дзвоном та образами на полотні крім Пр. Діви Марії.
Другу дерев’яну церкву збудовано парохіянами в 1762 р. В 1847 р. згадується дерев’яна церква, що стояла на місці саду біля теперішньої церкви. Переказують, що церква згоріла, але збереглися всі образи зі старого іконостасу.
Теперішню муровану церкву споруджено в формі однонавної базиліки. У вівтарній частині зберігаються великі образи, що прикрашали римо-католицьку каплицю, розібрану за радянської влади. На пам’ять про загиблих у першій світовій війні односельчан у 1916 р. в церковному саду встановлено хрест. Місцевий парох Дєрдь Матейчо з 1949 р. до 1956 перебував у радянських концтаборах. 27 серпня 1991 р. храм повернуто греко-католикам.

#### Гора
Гора — колишнє село в Україні, в Закарпатській області.
Об'єднане з селом Шаланки рішенням облвиконкому Закарпатської області № 431 від 30.07.1962
Перша згадка у другій половині XIV століття, як Гемливц.

## Населення
Згідно з переписом УРСР 1989 року чисельність наявного населення села становила 3152 особи, з яких 1501 чоловік та 1651 жінка.
За переписом населення України 2001 року в селі мешкало 3110 осіб.

### Мова
Розподіл населення за рідною мовою за даними перепису 2001 року:
| Мова       | Відсоток |
| ---------- | -------- |
| угорська   | 89,61 %  |
| українська | 9,74 %   |
| російська  | 0,48 %   |
| білоруська | 0,13 %   |
| циганська  | 0,03 %   |

## Транспорт
Через село проходить вузькоколійна залізниця Виноградів-Хмельник (Боржавська вузькоколійна залізниця).

## Туристичні місця
- Великий Ліс — ботанічна пам'ятка природи місцевого значення.
- Через село проходить вузькоколійна залізниця Виноградів-Хмельник (Боржавська вузькоколійна залізниця).
- реформатський храм близько 1390-1405 років у стилі сільської готики
- стіл Ракоці на горі Гемлегедь
- меморіальний парк Парк,  був створений у 2003 році
- В селі Шаланки туристів приваблює винний підвал Ференца II Ракоці (Підвал Кабодере) довжиною понад 40 метрів.
- На сході села знаходиться гора, яку ще донедавна, навіть, у серйозних наукових роботах називали Шаланка, але, виходячи з древньої місцевої традиції, називатимемо її Гемливц (368,6 м).
- джерело Келемена Мікеша

## Відомі люди
- Глеба Юрій Юрійович, український генетик.
- Варга Золтан ( 29 вересня 1944, Шаланки –) - хореограф, викладач народних танців, керівник танцювальної групи.
- Тут народився художник Міклош Гарангозо.